# Central Office

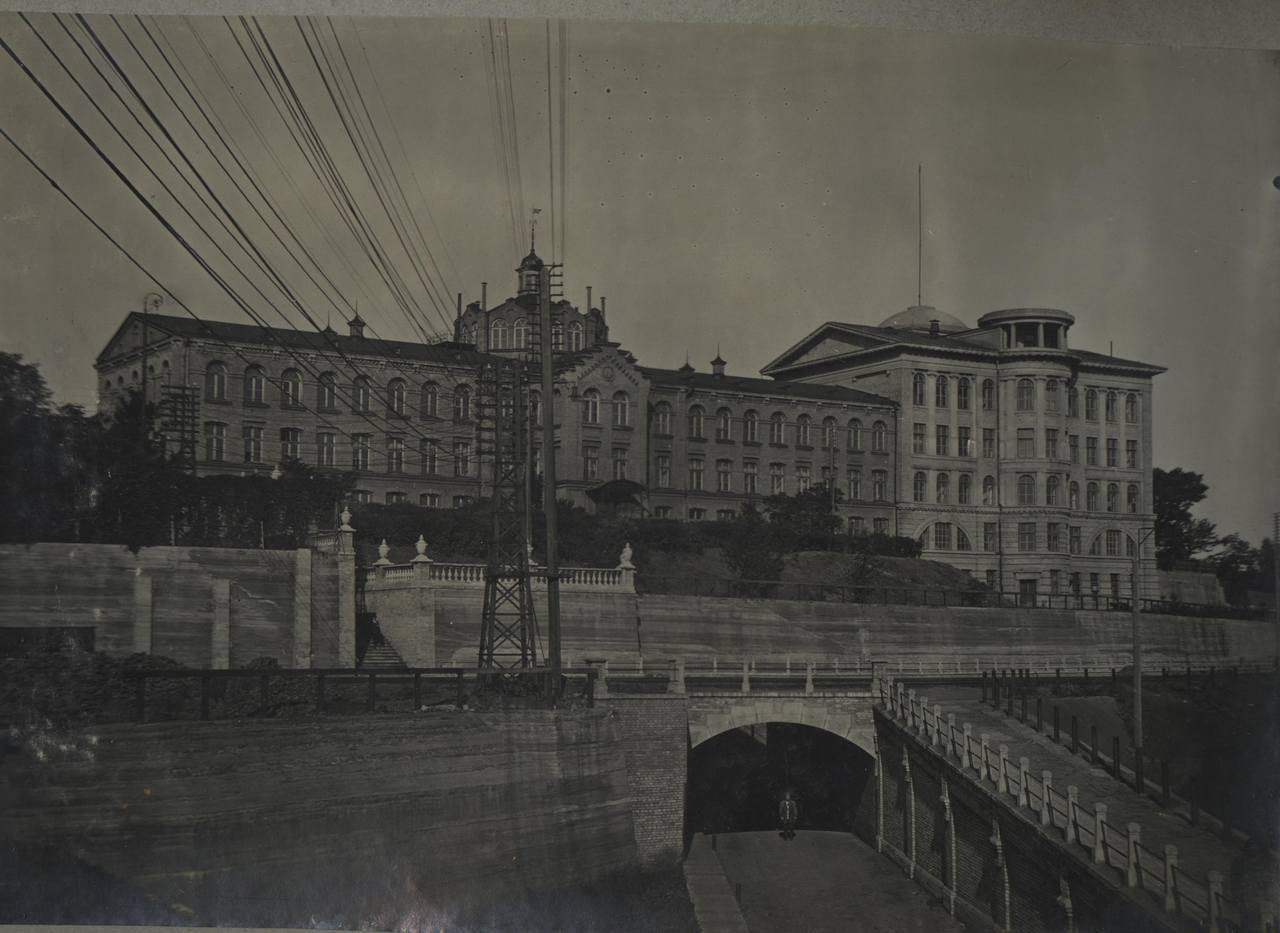
Historisches Central Office in Kamjanske mit Telegrafenleitungen im Vordergrund

Central Office (CO) ist eine aus dem Englischen entlehnte Bezeichnung für eine Vermittlungsstelle bzw. einen PoP. Die Bezeichnung CO wird häufig im DSL-Kontext verwendet. In einem solchen CO laufen Teilnehmeranschlussleitungen zusammen, die die Teilnehmer-Endeinrichtungen mit der Vermittlungsstelle verbinden. Dort werden sie je nach Auftrag ins Telefonnetz und/oder auf einen DSLAM/DSL-AC geschaltet.
Um kurze Teilnehmeranschlussleitungen zu ermöglichen, werden diese zentralen Vermittlungsstellen schon seit vielen Jahren in der Regel nicht mehr direkt mit Teilnehmer-Endeinrichtungen verbunden, sondern vorwiegend über Glasfaserleitungen (früher mit Kupferleitungen) mit einer Vielzahl lokaler Vermittlungsstellen. Man findet diese Einrichtungen in Schaltschränken am Straßenrand oder unterirdisch montiert oder in Gebäuden. Die Teilnehmer-Endeinrichtung wird dann mit der nächstliegenden lokalen Vermittlungsstelle verbunden. Die englischsprachige Bezeichnung dafür ist Local Office oder kurz LO. Aus Sicht der Teilnehmer-Endeinrichtung gibt es keinen Unterschied zwischen CO und LO.